# Elecciones senatoriales de Uruguay de 1912
El 24 de noviembre de 1912 se realizaron elecciones a colegios electorales de senadores en los departamentos uruguayos de Rocha, Treinta y Tres, Rivera, Río Negro, Flores y Tacuarembó.

## Sistema electoral
Cada departamento contaba con 1 senador, por lo cual en total la cámara estaba compuesta por 19 miembros, todos ellos electos por un colegio electoral departamental. El mandato de los senadores duraba 6 años.
La elección de los senadores se realizaba por tercios cada bienio y su reelección inmediata por el mismo departamento estaba prohibida.
Cada colegio electoral contaba con 15 miembros; todos ellos ciudadanos del departamento por el que fueron elegidos. estos, además de elegir al senador, también elegían a su suplente por la jurisdicción respectiva. La elección de tanto el senador como del suplente se realizaba mediante un sistema indirecto en una reunión secreta.

## Resultados

### Totales
| Partido           | Votos | %      | Senadores obtenidos | Senadores totales | +/- |
| ----------------- | ----- | ------ | ------------------- | ----------------- | --- |
| Lista Unida PC-PN | 3,737 | 68.23  | -                   | -                 | -   |
| Partido Colorado  | 1,330 | 24.28  | 4                   | 17                | -1  |
| Partido Nacional  | 410   | 7.49   | 2                   | 2                 | +1  |
| Total             | 5,477 | 100.00 | 6                   | 19                | 0   |
| Fuente:           |       |        |                     |                   |     |

### Por departamento

#### Rocha[9]
| Partido           | Votos | %      | Senadores obtenidos | +/- |
| ----------------- | ----- | ------ | ------------------- | --- |
| Lista Unida PC-PN | 1,376 | 100.00 | 1                   | +1  |
| Total             | 1,376 | 100.00 | 1                   | 0   |
| Fuente:           |       |        |                     |     |

#### Treinta y Tres[9]
| Partido           | Votos | %      | Senadores obtenidos | +/- |
| ----------------- | ----- | ------ | ------------------- | --- |
| Lista Unida PC-PN | 1,089 | 100.00 | 1                   | 0   |
| Total             | 1,089 | 100.00 | 1                   | 0   |
| Fuente:           |       |        |                     |     |

#### Rivera[9]
| Partido          | Votos | %      | Senadores obtenidos | +/- |
| ---------------- | ----- | ------ | ------------------- | --- |
| Partido Colorado | 885   | 100.00 | 1                   | +1  |
| Total            | 885   | 100.00 | 1                   | 0   |
| Fuente:          |       |        |                     |     |

#### Río Negro[12]
| Partido          | Votos | %      | Senadores obtenidos | +/- |
| ---------------- | ----- | ------ | ------------------- | --- |
| Partido Colorado | 445   | 52.04  | 0                   | -1  |
| Partido Nacional | 410   | 47.96  | 1                   | +1  |
| Total            | 855   | 100.00 | 1                   | 0   |
| Fuente:          |       |        |                     |     |

#### Flores[9]
| Partido           | Votos | %      | Senadores obtenidos | +/- |
| ----------------- | ----- | ------ | ------------------- | --- |
| Lista Unida PC-PN | 418   | 100.00 | 1                   | 0   |
| Total             | 418   | 100.00 | 1                   | 0   |
| Fuente:           |       |        |                     |     |

#### Tacuarembó[9]
| Partido           | Votos | %      | Senadores obtenidos | +/- |
| ----------------- | ----- | ------ | ------------------- | --- |
| Lista Unida PC-PN | 854   | 100.00 | 1                   | 0   |
| Total             | 854   | 100.00 | 1                   | 0   |
| Fuente:           |       |        |                     |     |